# 神穂通
神穂通（かみほとおり）は、愛知県名古屋市瑞穂区の地名。

## 地理
名古屋市瑞穂区南西部の町。町域は熱田東町を挟む形になっており、北側の町域は東に熱田東町、西に明前町、北に妙音通があり、南側の町域は東西南を熱田東町に接していた。

## 歴史

### 町名の由来
熱田神宮の神田があり、初穂を奉納していたことに由来するという説があるという。

### 沿革
- 1960年（昭和35年）3月20日 - 瑞穂区熱田東町の一部により、同区神穂通として成立[4]。
- 1990年（平成2年）11月5日 - 神穂町・明前町にそれぞれ編入され消滅[4]。